# Johan van Buckhorst
Johan  II van Buckhorst, heer van Zalk en Veekaten (1350 of 1370-1418?), was een Sallands edelman en drost van Drenthe, Diepenheim en Coevorden. Van Buckhorst staat genoemd als een van de eerste eigenaren van huis en landgoed Boxbergen. Hij trouwde met Ermgard van Hackfort, een huwelijk waaruit twee kinderen bekend zijn:
- Gerard van Buckhorst (1400-1460)
- Johan van Buckhorst (1400-1460)